# Jess Marlow
Jess Marlow (ur. 29 listopada 1929 w Salem, zm. 3 sierpnia 2014 w Santa Fe) – amerykański reporter telewizyjny.

## Wyróżnienia
Posiada swoją gwiazdę na Hollywoodzkiej Alei Gwiazd.